# 絶対服従命令
『絶対服従命令』（ぜったいふくじゅうめいれい）は2005年4月22日に 郎猫儿より発売されたボーイズラブ系アダルトゲームで、アドベンチャーゲームである。
キャラクターデザイン・原画は由良が担当している。

## ゲーム概要
戦後間もない架空のドイツを舞台に、表立っては言えないクライアントの依頼をこなしていく。
一人はルイーズ・ハルトヴィック。もう一人はそのルイーズのパートナーであるキア・ウェルベーナ。両者共に容姿端麗、空前絶後、我田引水。精力絶倫、酒池肉林…などのような形容に相応しい人柄。プレイヤーはこの二人のうち一人を選択し、それぞれに任された依頼をこなしていく。またこの二人をエージェントと呼び、標的にされる人物はターゲットと呼ばれる。

## ゲームシステム
ルイーズ・キア共に６つの依頼がある。ルイーズ・キアのどちらかを選択し、また来ている依頼から好きなものを選択し攻略するのが流れとなる。
ただし、依頼には期限が存在し、順序良く攻略していかないと期限切れになってしまう。期限切れになった依頼はゲーム終了まで攻略はできない。
また、依頼を終了したと同時にランクを付けられる。ランクはAからDまでの4段階評価。
全ての依頼をAで攻略すると、新たに2つ依頼を得ることができる。

## ストーリー
舞台は第二次世界大戦後の目覚ましい復興を見せる西ドイツ。 
そこにある裏稼業を営む二人のエージェントがいた。 
キア・ウェルベーナ、そしてルイーズ・ハルトヴィック。 
彼らは召使・ギャラハーを仲介として数々の依頼を受ける。 
ある人物を陥れて欲しい、男色家にして欲しい、腑抜けにして欲しい、手籠めにして欲しい、男の良さを教えて欲しい...¦。依頼人によって目的は異なるが依頼内容はただ一つ、ターゲットを堕とすこと。 
二人のエージェントは依頼を達成するため、あらゆる手段を尽くしてターゲットを服従させていく...

## 登場人物

### エージェント
ルイーズ・ハルトヴィック Louise Hardwich（声優：村上たつや）
戦後の西ドイツ復興において、その名を知らぬ者はいないと称される富豪の嫡男。12月24日生まれ。AB型。
腰まで掛かるほどの長い金髪に青い目。誰に対してでも敬語を崩さない。
彼の着ている軍服は特注であり、軍も黙認している。
また彼には兵役がなく、現在の職業は軍人ではあるが優雅な生活を送っている。
鞭を愛用し、常に携帯している。時としてその鞭で人を攻撃することもある。
キア・ウェルベーナ Kia WelBehenna（声優：織田優成）
細かいことが嫌いで、誰に対しても強気な態度をする下町育ちの青年。5月30日生まれ。B型。
灰色の髪に灰色の目。乱雑な言葉遣いをしているが、頭の回転は良い。
彼の軍服もまたハルトヴィック家の特注品で、階級は低いが彼も許されている。
バイクを愛用している為か、ゴーグルも着用。愛犬のティグを飼っている。
リボルバー式の銃を愛用していて、射撃の腕は一級品。
ギャラハー・モーロック Gallachar Morlock（声優：瀬能守）
ルイーズとキアにくる依頼の管理などの実務全般を請け負う男性。8月28日生まれ。O型。
逞しい筋肉のついた上半身を、常に惜しみなく人目に曝している。
また、ティグの餌やりやエージェント二人の食事など家庭的な雑務もこなす。

### ターゲット（ルイーズ側）
ロウレス・シュトライヒ Lawless Streich（声優：一条和矢）
無表情で“仮面の男”と称される軍人。10月14日生まれ。O型。
金髪をオールバックにし、ドイツ軍人として盲目的に上司の命令に従う。
ジョレス・バルスコワ Zhores Barsoukova（声優：森田昌之）
「氷の美貌」の名を持つロシアの諜報組織(KGB)に属するスパイ。11月17日生まれ。A型。
普段は国立図書館にて司書をしている、銀髪の青年。
ヴェルナー・ヘルツォーク Werner Herzog（声優：先割れスプーン (声優)）
マフィアの御曹司にしてヘルツォーク・ファミリーの跡継ぎ。5月16日生まれ。O型。
マフィアといっても決して乱暴ではなく、知的な方法で統一しようとしている。
アネル・メッツェルダー Anel Metzelder（声優：如月葵）
裕福な家で育っている純粋無垢な少年。3月23日生まれ。A型。
金色の髪に金色の瞳。天使と形容されるほどに愛らしい少年。
フェルディナント・マリエンフェルト Ferdinand Marienfeld（声優：櫻井真人）
ちょっと独自の世界に入りがちな、上流貴族の若様。バラの花が大好き。9月1日生まれ。AB型。
自分の世界に酔いしれていて、少々会話が難しいが優しく美しい青年。
ハーゲン・ハーラー Hagen Haller（声優：黒澤優 (声優)）
国立病院屈指のエリート外科医。2月21日生まれ。A型。
外見と仕事の腕が良いために、看護婦達からの人気を独占している。

### ターゲット（キア側）
シルヴィオ・ヴェンゼル Silvio Wenzel（声優：酒井勇）
またの名を怪盗シュバルツ・クロイツ。11月3日生まれ。A型。
夜な夜な西ドイツを騒がせているが、狙う物品は共通点がある。
アシュラフ・アリー・イブラヒーム Ashlaf Ali Ibrahim（声優：杉崎和哉）
アラブ産油国の王子。ヨーロッパ周遊中にドイツに来る。8月18日生まれ。O型。
褐色の肌に金色の髪。王族であるが故に、命を狙われることもある。
ディルク・ヴァール Dirk Wahl（声優：安岡実）
ダウンタウンで悪徳な不動産企業と戦う青年。8月6日生まれ。B型。
仲間うちではリーダーである。初心で根は純粋。
ティモ・ウィルクス Timo Wilkes（声優：紫原遙）
高級娼館でトップクラスを張る男娼の少年。2月13日生まれ。AB型。
年頃の少年らしく、裁判官の父親に反発するような形でこの仕事をしている。
イェンス・レヴィン Jens Lewin（声優：北山幸二）
三軍から二軍に上がり立ての有望なサッカー選手。7月22日生まれ。B型。
貧しい家族を支えるために、サッカーで成功をしようとするが目先の欲望に弱いところがある。
エドゥアルト・ウェルニッケ Eduard Wernicke（声優：渡部猛）
神学校に通う物静かな少年。2月19日生まれ。A型。
少し影があるが、神学校では模範的な生徒と評される。

## 用語
依頼書
ギャラハーが持ってくる依頼が書かれている。
一部のものには期限が設定されており、後回しにしていると期限切れになることもある。
終了した依頼書にはA~Dランクに分けられる”服従ランク”が記載される。

## 関連商品

### 書籍
- 絶対服従命令 公式ビジュアルファンブック（エンターブレイン B'slog collection刊）
- 絶対服従命令アンソロジーコミック（エンターブレイン B's-LOG COMICS刊）
- 絶対服従命令アンソロジーコミック 2（エンターブレイン B's-LOG COMICS刊）
- 絶対服従命令 白銀の悪魔（イースト・プレス アズ・ノベルズ刊）

### ドラマCD
- 絶対服従命令 通販特典ドラマCD 「みんなでピクニックへ行こうよ♪」（郎猫儿・レディバグ通販）
- 絶対服従命令 ドラマCD 「ピアニストを堕とせ!」（レディバグ発売）
- 絶対服従命令 ドラマCD 「ダイヤモンド」（レディバグ発売）
- 絶対服従命令 ドラマCD 「ブラックパール」（レディバグ発売）
- 絶対服従命令 ドラマCD 「タンザナイト」（レディバグ発売）
- 絶対服従命令 ドラマCD 「スターサファイア」（レディバグ発売）
- 絶対服従命令 ドラマCD 「カウント・ゼロ」（レディバグ発売）
- 絶対服従命令 ドラマCD 「W MISSION」（レディバグ発売）
- 絶対服従命令 ドラマCD 「パラダイス・スカイ」（レディバグ発売）